# الملعب البلدي (واغادوغو)
الملعب البلدي بواغادوغو أو ستاد الدكتور إيسوفو جوسيف كونومبو  هو ملعب مُتعدِّد الاستخدامات استاد في واغادوغو، بوركينا فاسو. يُستخدم حاليًا في الغالب لمُباريات كرة القدم وموطن نادي سانتوس لكرة القدم. يستوعب الملعب 15000 شخصًا.